# Celina Liebmann
Celina Liebmann (geboren am 15. Juli 2001 in Wasserburg am Inn) ist eine deutsche Speedway-Fahrerin. Liebmann ist in diversen nationalen Speedway-Ligen und international als Einsatzfahrer aktiv.

## Leben
Celina Liebmann wuchs in einer Speedway-Familie auf – ihr Vater Jürgen Liebmann war Eisspeedwayfahrer. Sie fuhr zunächst in den Klassen von 125-cm³ und 250-cm³ und gewann 2016 die Deutsche Jugend Bahnsport Meisterschaft 250-cm³-Meisterschaft.
Sie stieg 2019 auf 500-cm³ auf und 2022 war sie die erste Frau, die an einer Speedway-Einzel-Weltmeisterschaft der Junioren teilnahm.
Im Dezember 2023 unterschrieb sie als erste Fahrerin bei einem britischen Speedway-Team, als sie einen Vertrag mit den Workington Comets für die SGB Championship 2024 vereinbarte.
Celina Liebmann lebt in Albaching im Landkreis Rosenheim; als ihren Heimatverein gibt sie den MSC Olching an.

## Erfolge
- 2024 FIM Women’s Speedway Gold Trophy[3][4]